# Hypognatha
Hypognatha este un gen de păianjeni din familia Araneidae.

## Specii[1]
- Hypognatha alho
- Hypognatha belem
- Hypognatha cacau
- Hypognatha cambara
- Hypognatha carpish
- Hypognatha colosso
- Hypognatha coyo
- Hypognatha cryptocephala
- Hypognatha deplanata
- Hypognatha divuca
- Hypognatha elaborata
- Hypognatha furcifera
- Hypognatha ica
- Hypognatha ituara
- Hypognatha jacaze
- Hypognatha janauari
- Hypognatha lagoas
- Hypognatha lamoka
- Hypognatha maranon
- Hypognatha maria
- Hypognatha matisia
- Hypognatha mirandaribeiroi
- Hypognatha mozamba
- Hypognatha nasuta
- Hypognatha navio
- Hypognatha pereiroi
- Hypognatha putumayo
- Hypognatha rancho
- Hypognatha saut
- Hypognatha scutata
- Hypognatha solimoes
- Hypognatha tampo
- Hypognatha testudinaria
- Hypognatha tingo
- Hypognatha tocantins
- Hypognatha triunfo
- Hypognatha utari
- Hypognatha viamao